# Škrda
Koordinati:   44°29′16″N, 14°51′12″E
Škrda je nenaseljen otok v Jadranskem morju, ki pripada Hrvaški
Škrda, na kateri stoji svetilnik, je z vegetacijo neporasel kamnit otok, ki leži okoli 3 km zahodno od zaselka Mandre na srednjem delu otoka Paga, od katerega ga loči Maunski kanal. Površina otoka meri 2,05 km², dolžina obalnega pasu je 7,177 km. Najvišja točka je visoka 53 mnm.
Iz pomorske karte je razvidno, da svetilnik, ki stoji na skrajni zahodni točki otoka oddaja svetlobni signal: B Bl(3) 15s. Nazivni domet svetilnika je 10 milj.